# رافائيل هيتشيمير
رافائيل هيتشيمير (بالبرتغالية: Rafael Hettsheimeir) مواليد 16 يونيو 1986، هو لاعب كرة سلة برازيلي يلعب في الدوري البرازيلي لكرة السلة ويحمل الرقم 11. يبلغ طوله 6 قدم 10 بوصة (2.1 م).

## فرق لعب لها
- باسكت سرقسطة 2002
- ريال مدريد بالونكيستو

## الميداليات
| الميدالية | المسابقة                             |
| --------- | ------------------------------------ |
| ذهبية     | بطولة أمم الأمريكتين لكرة السلة 2005 |
| فضية      | بطولة أمم الأمريكتين لكرة السلة 2011 |

## روابط خارجية
- رافائيل هيتشيمير على موقع الاتحاد الدولي لكرة السلة (الإنجليزية)
- رافائيل هيتشيمير على موقع الاتحاد الدولي لكرة السلة (الإنجليزية)
- رافائيل هيتشيمير على موقع الدوري الأوروبي لكرة السلة (الإنجليزية)
- رافائيل هيتشيمير على موقع الدوري الإسباني لكرة السلة (الإسبانية)
- رافائيل هيتشيمير على موقع كرة السلة الأوروبية.كوم (الإنجليزية)
- رافائيل هيتشيمير على موقع DraftExpress.com (الإنجليزية)
- رافائيل هيتشيمير على موقع ريلجم (الإنجليزية)
- رافائيل هيتشيمير على موقع بروبوليرز (الإنجليزية)
- رافائيل هيتشيمير على موقع سبورتس رفرنس (الإنجليزية)
- رافائيل هيتشيمير على موقع أوليمبيديا (الإنجليزية)